# Campeonato manomanista 2016
La LXXI edición del Campeonato manomanista, máxima competición de pelota vasca en la variante de pelota mano profesional de primera categoría, que se disputÓ en el año 2016. EstUVO organizada por la LEPM (Liga de Empresas de Pelota Mano), compuesta por las dos principales empresas dentro del ámbito profesional de la pelota mano, Asegarce y ASPE.

## Pelotaris
| - Pelotaris de Asegarce: - Albisu (Fase Previa) - Arretxe II (Fase Previa) - Artola (1/16) - Bengoetxea VI (1/4) - Beroiz (Fase Previa) - Elezkano II (Fase Previa) - Olaizola II (1/4) - Untoria (1/16) - Urrutikoetxea (1/4) - Víctor (1/16) |  | - Pelotaris de ASPE: - Altuna III (1/8) - Ezkurdia (1/16) - Irribarria (Fase Previa) - Jaunarena (1/8) - Merino II (Fase Previa) - Martínez de Irujo (1/4) - Retegi BI (1/8) - Rezusta (1/8) - Zabaleta (1/16) |

## Fase previa
| Fecha    | Frontón y localidad                    | Rojo       | Azul        | Tanteo |
| -------- | -------------------------------------- | ---------- | ----------- | ------ |
| 01/04/16 | Frontón Beti Alai, Ordizia             | Merino II  | Irribarria  | 11-22  |
| 03/04/16 | Frontón Municipal, El Villar de Arnedo | Beroiz     | Elezkano II | 10-22  |
| 08/04/16 | Frontón Madalensoro, Oiartzun          | Arretxe II | Albisu      | 22-20  |

## Dieciseisavos de final
| Fecha    | Frontón y localidad              | Rojo          | Azul       | Tanteo |
| -------- | -------------------------------- | ------------- | ---------- | ------ |
| 15/04/16 | Frontón Labrit, Pamplona         | Merino II (1) | Ezkurdia   | 11-22  |
| 16/04/16 | Frontón Atano III, San Sebastián | Untoria       | Artola     | 8-22   |
| 16/04/16 | Frontón Adarraga, Logroño        | Elezkano II   | Víctor     | 19-22  |
| 17/04/16 | Frontón Astelena, Éibar          | Arretxe II    | Irribarria | 14-22  |

(1) Repescado por lesión de Zabaleta

## Octavos de final
| Fecha    | Frontón y localidad           | Rojo      | Azul       | Tanteo |
| -------- | ----------------------------- | --------- | ---------- | ------ |
| 22/04/16 | Frontón Municipal, Vergara    | Rezusta   | Artola     | 17-22  |
| 23/04/16 | Frontón Labrit, Pamplona      | Retegi BI | Ezkurdia   | 12-22  |
| 24/04/16 | Frontón de la Juventud, Soria | Jaunarena | Irribarria | 2-22   |
| 25/04/16 | Frontón Beotibar, Tolosa      | Víctor    | Altuna III | 3-22   |

## Cuartos de final
| Fecha    | Frontón y localidad              | Rojo              | Azul       | Tanteo |
| -------- | -------------------------------- | ----------------- | ---------- | ------ |
| 29/04/16 | Frontón Atano III, San Sebastián | Bengoetxea VI     | Artola     | 22-8   |
| 30/04/16 | Frontón Labrit, Pamplona         | Olaizola II       | Irribarria | 14-22  |
| 1/05/16  | Frontón Bizkaia, Bilbao          | Urrutikoetxea     | Ezkurdia   | 22-19  |
| 2/05/16  | Frontón Beotibar, Tolosa         | Martínez de Irujo | Altuna III | (1)    |

(1) Victoria de Jokin Altuna por lesión de Juan Martínez de Irujo

## Semifinales
| Fecha    | Frontón y localidad     | Rojo          | Azul       | Tanteo |
| -------- | ----------------------- | ------------- | ---------- | ------ |
| 14/05/16 | Frontón Bizkaia, Bilbao | Urrutikoetxea | Altuna III | 22-6   |
| 15/05/16 | Frontón Astelena, Éibar | Bengoetxea VI | Irribarria | 10-22  |

## Tercer y cuarto puesto
| Fecha    | Frontón y localidad      | Rojo          | Azul       | Tanteo |
| -------- | ------------------------ | ------------- | ---------- | ------ |
| 22/05/16 | Frontón Beotibar, Tolosa | Bengoetxea VI | Altuna III | 22-16  |

## Final
| Fecha    | Frontón y localidad     | Rojo          | Azul       | Tanteo |
| -------- | ----------------------- | ------------- | ---------- | ------ |
| 29/05/16 | Frontón Bizkaia, Bilbao | Urrutikoetxea | Irribarria | 13-22  |

- Datos: Q23956982